# Lista de couraçados da Segunda Guerra Mundial
Esta é uma lista de couraçados da Segunda Guerra Mundial, contendo todos os navios de guerra do tipo couraçado que serviram ativamente durante qualquer período da Segunda Guerra Mundial entre 1939 e 1945, seja do lado dos Aliados quanto do Eixo. As embarcações estão listadas alfabeticamente e indicam informações sobre a marinha em que serviu, a classe a qual pertencia, seu deslocamento padrão em toneladas, a data em que entrou em serviço pela primeira vez e seu destino final.
O couraçado foi um tipo de navio capital construído no decorrer da primeira metade do século XX. Eles eram os navios de guerra mais bem protegidos e armados, com muitos já tendo décadas de idade na altura que o conflito começou. Grandes frotas de couraçados eram consideradas as principais forças navais em uma guerra marítima, porém a construção de todos os couraçados acabou depois da guerra e quase todos foram tirados de serviço e desmontados poucos anos depois.
| Navio                   | País                          | Classe            | Deslocamento (t) | Comissionamento         | Destino                             |
| ----------------------- | ----------------------------- | ----------------- | ---------------- | ----------------------- | ----------------------------------- |
| Alabama                 | Marinha dos Estados Unidos    | South Dakota      | 35 000           | 16 de agosto de 1942    | Descomissionado; navio-museu        |
| Almirante Latorre       | Armada do Chile               | Almirante Latorre | 28 550           | 1º de agosto de 1920    | Descomissionado e desmontado        |
| Andrea Doria            | Marinha Real Italiana         | Andrea Doria      | 25 920           | 13 de março de 1916     | Descomissionado e desmontado        |
| Anson                   | Marinha Real Britânica        | King George V     | 39 000           | 22 de junho de 1942     | Descomissionado e desmontado        |
| Arizona                 | Marinha dos Estados Unidos    | Pennsylvania      | 32 600           | 17 de outubro de 1916   | Afundado em 7 de dezembro de 1941   |
| Arkansas                | Marinha dos Estados Unidos    | Wyoming           | 26 100           | 17 de setembro de 1912  | Afundado em 25 de julho de 1946     |
| Barham                  | Marinha Real Britânica        | Queen Elizabeth   | 31 000           | 19 de agosto de 1915    | Afundado em 25 de novembro de 1941  |
| Bismarck                | Kriegsmarine                  | Bismarck          | 41 700           | 24 de agosto de 1940    | Afundado em 27 de maio de 1941      |
| Bretagne                | Marinha Nacional Francesa     | Bretagne          | 22 200           | 10 de fevereiro de 1916 | Afundado em 3 de julho de 1940      |
| California              | Marinha dos Estados Unidos    | Tennessee         | 32 600           | 10 de agosto de 1921    | Descomissionado e desmontado        |
| Centurion               | Marinha Real Britânica        | King George V     | 25 500           | 22 de maio de 1913      | Afundado em 7 de junho de 1944      |
| Colorado                | Marinha dos Estados Unidos    | Colorado          | 31 500           | 30 de agosto de 1923    | Descomissionado e desmontado        |
| Conte di Cavour         | Marinha Real Italiana         | Conte di Cavour   | 26 140           | 1º de abril de 1915     | Descomissionado e desmontado        |
| Courbet                 | Marinha Nacional Francesa     | Courbet           | 23 200           | 19 de novembro de 1913  | Afundado em 6 de junho de 1944      |
| Duilio                  | Marinha Real Italiana         | Andrea Doria      | 25 920           | 10 de maio de 1915      | Descomissionado e desmontado        |
| Duke of York            | Marinha Real Britânica        | King George V     | 39 000           | 28 de fevereiro de 1940 | Descomissionado e desmontado        |
| Dunkerque               | Marinha Nacional Francesa     | Dunkerque         | 26 500           | 15 de abril de 1937     | Afundado em 27 de novembro de 1942  |
| Fusō                    | Marinha Imperial Japonesa     | Fusō              | 34 700           | 18 de novembro de 1915  | Afundado em 25 de outubro de 1944   |
| Giulio Cesare           | Marinha Real Italiana         | Conte di Cavour   | 26 140           | 10 de maio de 1914      | Afundado em 29 de outubro de 1955   |
| Gneisenau               | Kriegsmarine                  | Scharnhorst       | 32 000           | 21 de maio de 1938      | Afundado em 23 de maio de 1945      |
| Haruna                  | Marinha Imperial Japonesa     | Kongō             | 36 600           | 19 de abril de 1915     | Afundado em 28 de julho de 1945     |
| Hiei                    | Marinha Imperial Japonesa     | Kongō             | 36 600           | 21 de novembro de 1912  | Afundado em 14 de novembro de 1942  |
| Howe                    | Marinha Real Britânica        | King George V     | 39 000           | 28 de setembro de 1942  | Descomissionado e desmontado        |
| Hyūga                   | Marinha Imperial Japonesa     | Ise               | 38 872           | 30 de abril de 1918     | Afundado em 28 de julho de 1945     |
| Idaho                   | Marinha dos Estados Unidos    | New Mexico        | 32 000           | 24 de maio de 1919      | Descomissionado e desmontado        |
| Impero                  | Marinha Real Italiana         | Littorio          | 45 485           | —                       | Incompleto e desmontado             |
| Indiana                 | Marinha dos Estados Unidos    | South Dakota      | 35 000           | 30 de abril de 1942     | Descomissionado e desmontado        |
| Iowa                    | Marinha dos Estados Unidos    | Iowa              | 57 500           | 22 de fevereiro de 1943 | Descomissionado; navio-museu        |
| Iron Duke               | Marinha Real Britânica        | Iron Duke         | 25 400           | 1º de março de 1914     | Descomissionado e desmontado        |
| Ise                     | Marinha Imperial Japonesa     | Ise               | 38 872           | 15 de dezembro de 1917  | Afundado em 28 de julho de 1945     |
| Jean Bart               | Marinha Nacional Francesa     | Richelieu         | 48 950           | 16 de janeiro de 1949   | Descomissionado e desmontado        |
| Kilkis                  | Marinha Real Helênica         | Mississippi       | 14 697           | 21 de julho de 1914     | Afundado em 23 de abril de 1941     |
| King George V           | Marinha Real Britânica        | King George V     | 39 100           | 11 de dezembro de 1940  | Descomissionado e desmontado        |
| Kirishima               | Marinha Imperial Japonesa     | Kongō             | 36 600           | 19 de abril de 1915     | Afundado em 15 de novembro de 1942  |
| Kongō                   | Marinha Imperial Japonesa     | Kongō             | 36 600           | 18 de maio de 1912      | Afundado em 21 de novembro de 1944  |
| Lemnos                  | Marinha Real Helênica         | Mississippi       | 14 697           | 22 de julho de 1914     | Afundado em 23 de abril de 1941     |
| Littorio                | Marinha Real Italiana         | Littorio          | 41 377           | 6 de maio de 1940       | Descomissionado e desmontado        |
| Lorraine                | Marinha Nacional Francesa     | Bretagne          | 22 200           | 27 de julho de 1916     | Descomissionado e desmontado        |
| Malaya                  | Marinha Real Britânica        | Queen Elizabeth   | 31 000           | 1º de fevereiro de 1916 | Descomissionado e desmontado        |
| Marat                   | Frota Naval Militar Soviética | Gangut            | 23 000           | 5 de janeiro de 1915    | Afundado em 23 de setembro de 1941  |
| Maryland                | Marinha dos Estados Unidos    | Colorado          | 32 600           | 21 de julho de 1921     | Descomissionado e desmontado        |
| Massachusetts           | Marinha dos Estados Unidos    | South Dakota      | 37 970           | 12 de maio de 1942      | Descomissionado; navio-museu        |
| Minas Geraes            | Marinha do Brasil             | Minas Geraes      | 19 200           | 6 de janeiro de 1910    | Descomissionado e desmontado        |
| Mississippi             | Marinha dos Estados Unidos    | New Mexico        | 32 000           | 25 de janeiro de 1917   | Descomissionado e desmontado        |
| Missouri                | Marinha dos Estados Unidos    | Iowa              | 57 500           | 11 de junho de 1944     | Descomissionado; navio-museu        |
| Moreno                  | Armada Argentina              | Rivadavia         | 27 720           | 26 de fevereiro de 1915 | Descomissionado e desmontado        |
| Musashi                 | Marinha Imperial Japonesa     | Yamato            | 68 200           | 5 de agosto de 1942     | Afundado em 25 de outubro de 1944   |
| Mutsu                   | Marinha Imperial Japonesa     | Nagato            | 39 050           | 24 de outubro de 1921   | Afundado em 8 de junho de 1943      |
| Nagato                  | Marinha Imperial Japonesa     | Nagato            | 39 130           | 25 de novembro de 1920  | Afundado em 29 de julho de 1946     |
| Nelson                  | Marinha Real Britânica        | Nelson            | 34 000           | 10 de setembro de 1927  | Descomissionado e desmontado        |
| Nevada                  | Marinha dos Estados Unidos    | Nevada            | 29 000           | 11 de março de 1916     | Afundado em 31 de julho de 1948     |
| New Jersey              | Marinha dos Estados Unidos    | Iowa              | 58 132           | 23 de maio de 1943      | Descomissionado; navio-museu        |
| New Mexico              | Marinha dos Estados Unidos    | New Mexico        | 33 000           | 20 de maio de 1918      | Descomissionado e desmontado        |
| New York                | Marinha dos Estados Unidos    | New York          | 27 000           | 14 de abril de 1914     | Afundado em 8 de julho de 1948      |
| North Carolina          | Marinha dos Estados Unidos    | North Carolina    | 35 000           | 9 de abril de 1941      | Descomissionado; navio-museu        |
| Océan                   | Marinha Nacional Francesa     | Courbet           | 23 475           | 5 de junho de 1913      | Afundado em 1944                    |
| Oklahoma                | Marinha dos Estados Unidos    | Nevada            | 29 000           | 2 de maio de 1916       | Afundado em 7 de dezembro de 1941   |
| Oktiabrskaia Revolutsia | Frota Naval Militar Soviética | Gangut            | 23 000           | 11 de janeiro de 1915   | Descomissionado e desmontado        |
| Paris                   | Marinha Nacional Francesa     | Courbet           | 23 475           | 5 de junho de 1913      | Descomissionado e desmontado        |
| Parizskaia Kommuna      | Frota Naval Militar Soviética | Gangut            | 23 000           | 30 de novembro de 1914  | Descomissionado e desmontado        |
| Pennsylvania            | Marinha dos Estados Unidos    | Pennsylvania      | 33 000           | 12 de junho de 1916     | Afundado em 10 de fevereiro de 1948 |
| Prince of Wales         | Marinha Real Britânica        | King George V     | 39 000           | 31 de março de 1941     | Afundado em 10 de dezembro de 1941  |
| Provence                | Marinha Nacional Francesa     | Bretagne          | 22 200           | 1º de março de 1916     | Afundado em 27 de novembro de 1942  |
| Queen Elizabeth         | Marinha Real Britânica        | Queen Elizabeth   | 31 000           | 22 de dezembro de 1914  | Descomissionado e desmontado        |
| Ramillies               | Marinha Real Britânica        | Revenge           | 29 150           | 1º de setembro de 1917  | Descomissionado e desmontado        |
| Resolution              | Marinha Real Britânica        | Revenge           | 29 150           | 7 de dezembro de 1916   | Descomissionado e desmontado        |
| Revenge                 | Marinha Real Britânica        | Revenge           | 29 150           | 1º de fevereiro de 1916 | Descomissionado e desmontado        |
| Richelieu               | Marinha Nacional Francesa     | Richelieu         | 47 548           | 15 de julho de 1940     | Descomissionado e desmontado        |
| Rivadavia               | Armada Argentina              | Rivadavia         | 27 720           | 27 de agosto de 1914    | Descomissionado e desmontado        |
| Rodney                  | Marinha Real Britânica        | Nelson            | 34 000           | 10 de novembro de 1927  | Descomissionado e desmontado        |
| Roma                    | Marinha Real Italiana         | Littorio          | 41 649           | 14 de junho de 1942     | Afundado em 9 de setembro de 1943   |
| Royal Oak               | Marinha Real Britânica        | Revenge           | 29 150           | 1º de maio de 1916      | Afundado em 14 de outubro de 1939   |
| Royal Sovereign         | Marinha Real Britânica        | Revenge           | 29 150           | 1º de fevereiro de 1916 | Descomissionado e desmontado        |
| São Paulo               | Marinha do Brasil             | Minas Geraes      | 19 200           | 12 de julho de 1910     | Afundado em setembro de 1951        |
| Scharnhorst             | Kriegsmarine                  | Scharnhorst       | 32 000           | 7 de janeiro de 1939    | Afundado em 26 de dezembro de 1943  |
| Schlesien               | Kriegsmarine                  | Deutschland       | 14 128           | 5 de maio de 1908       | Afundado em 4 de maio de 1945       |
| Schleswig-Holstein      | Kriegsmarine                  | Deutschland       | 14 128           | 6 de julho de 1908      | Afundado em 21 de março de 1945     |
| South Dakota            | Marinha dos Estados Unidos    | South Dakota      | 35 000           | 20 de março de 1942     | Descomissionado e desmontado        |
| Strasbourg              | Marinha Nacional Francesa     | Dunkerque         | 26 500           | 15 de março de 1938     | Afundado em 27 de novembro de 1942  |
| Tennessee               | Marinha dos Estados Unidos    | Tennessee         | 33 190           | 3 de junho de 1920      | Descomissionado e desmontado        |
| Texas                   | Marinha dos Estados Unidos    | New York          | 27 000           | 12 de março de 1914     | Descomissionado; navio-museu        |
| Tirpitz                 | Kriegsmarine                  | Bismarck          | 42 900           | 25 de fevereiro de 1941 | Afundado em 12 de novembro de 1944  |
| Valiant                 | Marinha Real Britânica        | Queen Elizabeth   | 31 000           | 13 de janeiro de 1916   | Descomissionado e desmontado        |
| Vittorio Veneto         | Marinha Real Italiana         | Littorio          | 41 337           | 28 de abril de 1940     | Descomissionado e desmontado        |
| Warspite                | Marinha Real Britânica        | Queen Elizabeth   | 31 000           | 8 de março de 1915      | Descomissionado e desmontado        |
| Washington              | Marinha dos Estados Unidos    | North Carolina    | 35 000           | 15 de maio de 1941      | Descomissionado e desmontado        |
| West Virginia           | Marinha dos Estados Unidos    | Colorado          | 31 500           | 1º de dezembro de 1923  | Descomissionado e desmontado        |
| Wisconsin               | Marinha dos Estados Unidos    | Iowa              | 57 500           | 16 de abril de 1944     | Descomissionado; navio-museu        |
| Yamashiro               | Marinha Imperial Japonesa     | Fusō              | 34 700           | 31 de março de 1917     | Afundado em 25 de outubro de 1944   |
| Yamato                  | Marinha Imperial Japonesa     | Yamato            | 74 170           | 16 de dezembro de 1941  | Afundado em 7 de abril de 1945      |